# Capela do Senhor Bom Jesus da Pobreza
A Capela do Senhor Bom Jesus da Pobreza é um templo católico da cidade de Tiradentes, no Brasil, construído no estilo Barroco-Rococó e tombado em nível nacional pelo IPHAN.
Pouco se sabe sobre a história de sua construção, que se deve ao pagamento de uma promessa feita pelo capitão-mor Gonçalo Joaquim de Barros. Ele encaminhou em 1801 uma petição à Coroa para provisionar sua construção, mas já estava levantada e completa bem antes disso. A data de 1771 que havia sido pintada no seu frontão presumivelmente corresponde à da colocação de sua pedra fundamental. As obras terminaram em 1786. Uma ampla reforma foi realizada em 1940. Na década de 50 o IPHAN fez um restauro em profundidade, recuperando sua aparência primitiva.
A capela tem dimensões modestas e linhas simples, com um corpo principal e uma extensão à direita com telhado em uma água, que serve de campanário. A porta tem arco abatido e provém da demolição de um solar antigamente existente no Largo das Forras. No nível superior se abrem duas janelas com balaustradas e arcos abatidos, com um óculo redondo e cego entre elas, onde antigamente existia uma pintura representando os cravos que pregaram Jesus. Uma cimeira coberta de telhas separa o frontão em estilo Joanino simplificado, com um óculo redondo ao centro, volutas apenas esboçadas nas laterais e uma cruz no topo. Dois pináculos se assentam nas extremidades do frontão, alinhados às pilastras.
Sua planta tem uma nave única, um retábulo ao fundo e uma sacristia à direita. Sua decoração é da mesma forma singela. O retábulo tem uma talha discreta apenas na base do nicho principal, e o restante do volume é coberto com pintura floral policroma, realizada por Francisco Cezário Coelho em um estilo popular. O teto do nicho mostra uma imagem do Espírito Santo dentro de uma glória. Dois nichos menores se abrem nas laterais. O coro tem um gradil torneado simples, e completa a decoração um painel representando o Pai Eterno no forro, de autoria desconhecida. Merecem nota ainda as imagens de Nossa Senhora do Patrocínio, Santa Rita e Nossa Senhora da Conceição, todas setecentistas, e principalmente a importante estátua do Crucificado que está entronizada no retábulo.

## Via Sacra
A Capela do Senhor Bom Jesus da Pobreza é ornada desde o ano de 2016 com uma Via Sacra de autoria do pintor Mário Mendonça. Sobre a obra escreveu o professor Angelo Oswaldo de Araújo Santos, então Secretário Estadual de Cultura:
"Mário Mendonça confere à capela do Largo das Forras um significado novo no itinerário da visita a Tiradentes, ao promover o diálogo de tempos distintos. Nas paredes laterais, tendo ao fundo o belo retábulo policromado do período colonial, o templo narra a paixão segundo o artista que escolheu a cidade para sediar o seu “museu imaginário” e essa série tão amada".